# Kamendaka maculosa
Kamendaka maculosa är en insektsart som först beskrevs av William Lucas Distant 1911.  Kamendaka maculosa ingår i släktet Kamendaka och familjen Derbidae. Inga underarter finns listade i Catalogue of Life.